# كريستيان بورشرت
كريستيان بورشرت (بالألمانية: Christian Borchert)‏ (و. 1942 – 2000 م) هو مصور ألماني، ولد في درسدن، توفي في برلين، عن عمر يناهز 58 عاماً.